# Tuttminx

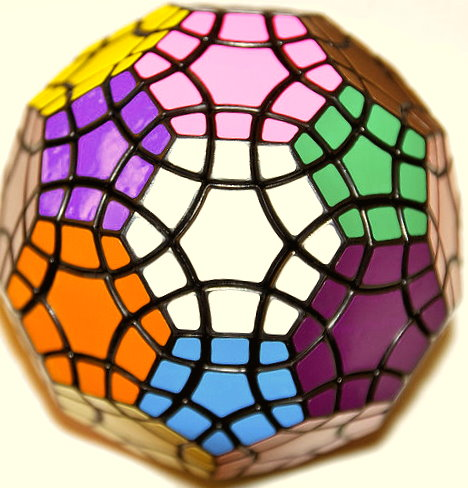
一個Tuttminx

Tuttminx，又稱足球魔術方塊，是一種32軸的32面魔術方塊，外形為截角二十面體。2005年，Lee Tutt發表Tuttminx，Tuttminx曾經榮獲十大“客製”方塊（The Top 10 Greatest Custom Twisty Puzzles of All Time）第8名。
Tuttminx有32個面，分別為12個五邊形面和20個六邊形面，六边形的面必須轉120度才可以轉其他面。

## 歷史
- 2005年12月21日，美國人Tutt Lee先生在Twisty Forum發表Tuttminx，同時也是他的第一個作品。[2]
- 2011年，Leslie Lee先生取得Tutt Lee的同意，2011年1月11日大量生產Tuttminx。[3]

## 命名
Lee Tutt先生以他的名字命名，並以“-minx”為字尾，很多種類的魔術方塊都是以字尾“-minx”來命名的，例如:Pyraminx、Megaminx、Teraminx、Starminx、Tuttminx等。

## 變化
Tuttminx 有90個邊塊、60個角塊和32個中心塊，其中有12個中心塊是五邊形、20個中心塊是六邊形，邊塊也有2種，“五邊形-六邊形”有60塊、“六邊形-六邊形”有30塊，中心塊不能移動，不同的邊塊不能交換，也不能只交換2個邊塊或角塊、不能單個邊塊或角塊旋轉、以五邊形的角度不能翻轉到六邊形的面，反之亦然。
- 邊塊的變化數量:
  - “五邊形-六邊形”有60塊，故有 60! 種變化，但不能只交換2個邊塊，所以是 60!/2 種變化
  - “六邊形-六邊形”有30塊，有30!/2種變化，所以邊塊排列有(60!×30!)/4種變化。
  - 但他們可以翻轉但只有“六邊形-六邊形”邊塊可以翻轉，且不能單個邊塊，所以有229種翻轉方式，
所以邊塊總變化量為(60!×30!×229)/4，約分得到60!×30!×227
- 角塊的變化數量:
  - 60個角塊有 60! 種變化
  - 角塊不能翻轉，不能只交換2個角塊，所以有 60!/2 種變化

所以Tuttminx的變化數量為:{\displaystyle {\frac {60!^{2}\times 30!\times 2^{27}}{2}}\approx 1.23251\times 10^{204}}
即1 232 507 756 161 568 013 733 174 639 895 750 813 761 087 074 840 896 182 396 140 424 396 146 760 158 229 902 239 889 099 665 575 990 049 299 860 175 851 176 152 712 039 950 335 697 389 221 704 074 672 278 055 758 253 470 515 200 000 000 000 000 000 000 000 000 000 000 000種變化狀態。

## 解法
Tuttminx可以利用五魔術方塊和Dayan Gem III的一部份方法還原。最開始可利用與五魔術方塊相似的轉法來完成28個面。最後剩下的兩個五邊形和兩個六邊形面，先利用F2L的概念還原，最後的一面一層再利用Dayan Gem III的轉法即可還原。

## 延伸

### Futtminx
Futtminx是代表"Fudged Tuttminx"，原Tuttminx六邊形內角是120度、五邊形內角是108度，六邊形面必須轉2次(120度)，不然會和臨面五邊形卡住，故制作Futtminx，其角度取中間值，作“混淆”使五邊形與六邊形可以混轉，以制作比Tuttminx更難的Tuttminx。
Futtminx的90個邊塊和60個角塊除了不能只交換2個邊塊或角塊、單個邊塊或角塊旋轉之外，都可以隨意交換、翻轉，故Futtminx有{\displaystyle {\frac {60!\times 3^{59}\times 90!\times 2^{89}}{4}}\approx 2.70318\times 10^{274}}種變化
在還原方法上，其可以藉由五魔術方塊與Tuttminx部分的解法來還原。